# Demokrata–Gazda–Munkáspárt
A Demokrata–Gazda–Munkáspárt politikai párt az Amerikai Egyesült Államok Minnesota államában, ami a Demokrata Párttal dolgozik együtt országos szinten. A pártot a Minnesotai Demokrata Párt és a Minnesotai Gazda–Munkáspárt egyesítésével alapították 1944-ben. Egyike a két demokrata pártnak az országban, aminek neve nem egyezik meg a nemzeti párttal.
A DFL irányítása alatt van Minnesota nyolc képviselőházi székének a fele, mindkét szenátusi pozíciója, és más állami hivatali posztok is, a kormányzóságot, illetve az állami kongresszus mindkét házát is beleértve, így Minnesota domináns pártja.

## Megválasztott politikusok
2025-ben a párt alábbi politikusai töltöttek be fontos szövetségi és állami posztokat.

### Szövetségi

#### Szenátus
- Amy Klobuchar (2007–)
- Tina Smith (2018–)

#### Képviselőház
- 2. kerület: Angie Craig (2019–)
- 3. kerület: Kelly Morrison (2025–)
- 4. kerület: Betty McCollum (2001–)
- 5. kerület: Ilhan Omar (2019–)

### Állami

#### Állami hivatalok
- Kormányzó: Tim Walz (2019–)
- Helyettes kormányzó: Peggy Flanagan (2019–)
- Külügyminiszter: Steve Simon (2015–)
- State Auditor: Julie Blaha (2019–)
- Főügyész: Keith Ellison (2019–)

#### Törvényhozási vezetők
- Szenátus elnöke: Bobby Joe Champion (2023–)
- Szenátus többségi vezetője: Erin Murphy (2023–)
- Hépviselőház elnöke: Melissa Hortman (2019–)
- Képviselőház többségi vezetője: Jamie Long (2023–)